# Derecho expectaticio
Los derechos expectaticios son derechos latentes, aún no perfeccionados, basados en la esperanza o posibilidad de conseguir un beneficio a recibirse en lo sucesivo, los cuales podrían devenir en derechos amparados jurídicamente o efectivos en el futuro.
Para Guillermo Cabanellas se define como «La posibilidad, más o menos cercana y probable, de conseguir un derecho, acción, empleo u otra cosa, al ocurrir un suceso que se prevé o al hacerse efectiva determinada eventualidad.»

## Características generales
Los derechos expectaticios poseerían un carácter temporal, en espera de que alguna vez permitan evolucionar a derechos definitivos que consagra el sistema jurídico formal, por lo que se pueden ir perfeccionando de manera progresiva. Para que esto finalmente suceda debería primar el valor justicia. Esta expectativa puede ser fruto de una negociación aún no cuajada o como resultado de un acto directo al que una de las partes reconoce otorgador de derechos.
No debe confundirse a este derecho con el emanado del que compra un billete de lotería o una apuesta en un hipódromo, pues estos se estructuran en un contrato perfecto que une y obliga a cumplirlo a ambas partes.
Si bien, según las leyes de cada país, no suele gozar de legitimidad desde el punto de vista jurídico, su real existencia se sustenta tanto en la percepción del reclamante del derecho expectaticio como en el consenso sobre la justicia del mismo por parte de la sociedad.
Los que esgrimen poseer un derecho expectaticio no sólo consideran que poseerán el derecho a un bien en el futuro, sino que suelen, en algún grado, disfrutar, usar, transar o invertir tiempo y recursos sobre el bien del que se pretenden poder exigir derechos a su favor.

## Su relación con las tomas de tierras por particulares
La invocación de derechos expectaticios en el ámbito privado generalmente ocurre como resultado de una toma de posesión, invasión o compraventa ilegal de un bien. Las propiedades tomadas constituyen la base de una institución informal e ilegal, la cual posee normas, acuerdos, contratos y derechos extralegales.
De Soto lo denomina el “derecho expectaticio de propiedad”.
Se relaciona con los derechos humanos en general y especialmente con el derecho a la tierra.

## Su relación con diferendos entre estados
La invocación de derechos expectaticios en el ámbito internacional sólo se conoce en un caso de Bolivia contra Chile. El 24 de abril de 2013 el gobierno de Bolivia dedujo ante la Corte Internacional de Justicia de La Haya una demanda judicial contra Chile, pretendiendo que el Tribunal reconozca que, fruto de algunas propuestas y negociaciones efectuadas entre los representantes de ambos países para solucionar el problema de su mediterraneidad, su país ha adquirido derechos expectaticios que le permitirían negociar una salida propia y soberana al océano Pacífico en territorios hoy pertenecientes al sector septentrional de Chile, y como contraparte, este último ha adquirido obligaciones de materializarlo en forma de responsabilidad extracontractual, de manera paralela a su “rol” en la pérdida del litoral marítimo boliviano como consecuencia de la guerra del Pacífico y la firma del Tratado de Paz del año 1904. Bolivia de este modo busca un mecanismo de coacción jurídica para asegurar la continuidad y aceleración de las discontinuas negociaciones y que las mismas finalmente logren alcanzar su ansiado objetivo.
La demanda  de Bolivia fue rechazada por la Corte Internacional de Justicia en octubre de 2018, lo que significó  un menoscabo de la teoría de este tipo de derechos.